# فلور بينيت
فلور بينيت (بالإنجليزية: Fleur Bennett)‏ هي ممثلة بريطانية، ولدت في 18 يونيو 1968.

## وصلات خارجية
- فلور بينيت على موقع IMDb (الإنجليزية)
- فلور بينيت على موقع روتن توميتوز (الإنجليزية)
- فلور بينيت على موقع قاعدة بيانات الفيلم (الإنجليزية)